# Еме Сімон-Жирар
Айме Макс Саймон або Еме Сімон-Жирар (11 (20) березня 1889 Париж (XI округу Парижу) — 15 липня 1950, Париж) — французький співак оперети та актор кіно.
Він був сином тенора Ніколя-Марії Сімон та співачки сопрано Джульєтти Сімон-Жирар.

## Біографія
Еме Сімон-Жирар найбільш відомий своєю першою роллю Д'Артаньяна в німому кіно, що складається з дванадцяти епізодів фільму «Три Мушкетери» Анрі Діамант-Бергера (1921).
Загалом він зіграв у 20 фільмах в період з 1921 до 1948 років.
Він похований в Парижі на кладовищі Батіньоль (24 ділянка).

## Фільмографія
- 1913 : «Купання» (фр. la maison du baigneur) Адрієн Кайард (1790 м)
- 1914 :  «Далеко від очей, поруч із серцем» (фр. Loin des yeux, près du cœur) Луї Ле Фортезер
- 1921 : «Три мушкетери» (фр. Les Trois Mousquetaires) Анрі Діамант-Бергера, складається з 12-ти епізодів для 14 500-метрової плівки -Д'Артаньян.
- 1922 : Le Fils du Flibustier кінороман  Луї Фейяд. Складається з 12-ти епізодів
- 1923 : «Чудовий Генріетт» (фр. La belle Henriette) Еме Сімон-Жирар
- 1924 : «Драма в Карлтонському клубі» (фр. Un drame au Carlton-Club) Йозефа Гуаріно (1600 м)
- 1924 : «Зелений Галлант»  (фр. Le Vert galant) фільм Рене Лепрінс, трансляція в 8 епізодах на 9000-метрову плівку — Анрі де Наварр.
- 1925 : «Мілорд Л'Арсуіла» (фр. Mylord l'Arsouille) Рене Лепрінз, трансляція у 8 епізодах для фільму 8470 м .
- 1925 :  «Фанфан-ля-Туліпе» (фр. Fanfan-la-Tulipe) у 8 епізодах Рене Лепренса, транслюється у 8 епізодах.
- 1926 : «Чудовий друг» (фр. La Grande amie) Макса де Ріо (3200 м) — Жак де Ла Ферландієр
- 1927 : «Трансатлантичний» (фр. Les Transatlantiques) П'єра Колумбієр — Міський герцог Тірче
- 1930 : Le coffret à musique Жан-Луї Буке та Аліном Налпас -  короткометражний фільм
- 1931 : «Чотири бродяги» (фр. Les Quatre vagabonds) Лупу Пік
- 1933 : «Фред Елліс Чемпіньоль» (Champignol malgré lui), незважаючи на самого себе — Андре де Сен-Флорімон
- 1933 : «Три мушкетера» (фр. Les Trois Mousquetaires), фільм, реабілітований Анрі Діамант-Бергером у двох епохах — Д'Артаньян
- 1934 : «Люди узбережжя» (фр. Les Hommes de la côte) Андре Пелленца
- 1937 : La Fessée П'єра Карона — князь Гектор
- 1937 : «Арсен Люпен» (фр. Arsène Lupin) детектив Анрі Діамант-Бергер — журналіст
- 1937 : «Франсуа" (фр. François); інше назва: «Кохання прекрасного Ферронніера»  (фр. les Amours de la belle Ferronnière) Крістіан-Жак — Франциск І
- Франциск І
- 1937 : "Перлини корони" (фр. Les Perles de la couronne) Саша Гітрі та Крістіан-Жак — Генріх IV
- 1938 : «Алексіс джентльмен" (фр. Alexis gentleman chauffeur) Максим де Вукорбайла — Генріх IV
- 1945 : «Чорний лицар" (фр. Cavalier noir) Жільє Гранжіє — Сімон
- 1947 : «Патрон" (фр. Mandrin) Рене Джает, трансляція в двох епохах: «Визволитель» і «Трагедія століття» — «Рікорд».

Він також був сценаристом фільму Жака Натансона «La Fusée» у 1933 році

## Театр
- 1919 : La Belle du Far-West, оперетта, музика Жермен Рейналь, лібрето Морис де Марсан, театр Аполлона (+ напрямок)
- 1922 : «Аннабелла», оперета в 3 діях Мориса Морре, музика Чарльз Ківільє, театр Феміна
- 1927 : «Диявол у Парижі», оперета Альберта Віллемеца, Роберта де Флерса та Френсіса де Круаса (Тексти), музика Марселя Латтеса
- 1932 : «Новий рік», оперета Марселя Гербідона (лібрето), Альберта Віллемеца та Жана Бойера (тексти пісень), музика Рауля Моретті.

## Цитування
Витяг із мемуарів Анрі Діаманта-Бергера про процес зйомок трьох мушкетерів: «д'Артаньяна», я обрав серед співаків спектаклів та оперетт, які виступали у Казино де Парі — Еме Сімона-Жирара. Гарний вершник, хороший фехтувальник, який знімався з молодецькою швидкістю  та винятковою легкістю. Він сміливець, який відмовився від двох професійних каскадерів».